# Athani
Athani  este un oraș în Grecia în prefectura Lefkada.